# Tela dividida (jogos eletrônicos)

Vários métodos para exibir vários sinais em uma tela 4:3: 1+3, 3+1 (1:1), 2×2, 3×3, 4×4 (4:3), 1+1 (2:3 vertical, 8:3 horizontal), 4×3 (1:1), 1 por 12 (4:3).

Uma tela dividida é uma técnica de exibição em computação gráfica que consiste em dividir gráficos e/ou texto em partes adjacentes (e possivelmente sobrepostas), tipicamente como duas ou quatro áreas retangulares. Isso é feito para permitir a apresentação simultânea (geralmente) de informações gráficas e textuais relacionadas em uma tela de computador. A TV Sports usou essa metodologia de apresentação na década de 1960 para reprodução instantânea.
As telas divididas não dinâmicas originais são diferentes dos sistemas de janelas, pois as últimas sempre permitiam que partes sobrepostas e móveis da tela (as "janelas") apresentassem ao usuário dados de aplicativos relacionados e não relacionados, enquanto os primeiros eram estritamente limitados à posições fixas sem sobreposição.
A técnica de tela dividida também pode ser usada para executar duas instâncias de um aplicativo, possivelmente com outro usuário interagindo com a outra instância.

## Em jogos eletrônicos
O recurso de tela dividida é comumente usado em jogos eletrônicos sem acesso à rede, também conhecidos como sofá co-op, com opções para multijogador.
Na sua forma mais fácil de entender, uma tela dividida para um jogo eletrônico para dois jogadores é um dispositivo de saída audiovisual (geralmente uma televisão padrão para consoles de jogos eletrônicos) em que a tela foi dividida em duas áreas de tamanho igual para que os jogadores possam explorar diferentes áreas simultaneamente sem estar próximos um do outro. Historicamente, isso tem sido notavelmente popular em consoles, que até os anos 2000 não tinham acesso à Internet ou a qualquer outra rede e são menos comuns hoje em dia com o suporte moderno ao multijogador online de console para console.
A tela dividida é útil para pessoas que desejam jogar com outros jogadores, mas com apenas um console. Nos últimos anos, a tela dividida não tem sido usada com muita frequência porque a nova fronteira dos jogos eletrônicos é jogando com outros jogadores online, sem compartilhamento de tela.

## História
A tela dividida nos jogos é dito ter se originado em meados da década de 1980, não há jogos notáveis que podem ser encontrados por ter o recurso até 1991, quando Lemming foi lançado para o Amiga da Commodore. Foi o primeiro jogo do Amiga a suportar dois jogadores simultâneos com uma tela dividida no mesmo computador, enquanto os jogadores usavam mouses separados. No entanto, os jogos em tela dividida não foram popularizados até GoldenEye 007 em 1997, permitindo que os jogadores participassem de um deathmatch para quatro pessoas na mesma tela. O jogo é creditado como o começo da mania de tela dividida. Continuou em 2001 com Halo: Combat Evolved no Xbox, levando outros atiradores a seguir a tendência, como Gears of War e Call of Duty.

## Vantagens e desvantagens

### Vantagens
- Os usuários podem ver onde estão os outros jogadores enquanto jogam em co-op
- Os usuários podem se comunicar com os jogadores que estão perto deles
- É necessário apenas um console
- Apenas uma cópia do jogo é necessária
- Não há necessidade de acesso à Internet ou de pagar por um serviço de assinatura de Internet

### Desvantagens
- Telas menores
- Ao jogar um contra o outro, os jogadores podem trapacear olhando para as telas dos outros jogadores, também chamadas de "trapaça em tela" ou "espreitar tela".
- A renderização de mais telas sobrecarrega o hardware, geralmente reduzindo a taxa de quadros ou os detalhes gráficos
- Mais distração, especialmente com sons de jogos